# Levenslijn
Levenslijn is een Vlaamse liefdadigheidscampagne, ontstaan in de schoot van de Vlaamse commerciële televisiezender VTM.
VTM werd opgericht in 1989 en kende al gauw een groot succes. De zender besliste een sensibiliserings- en inzamelingsactie op te zetten. Een eerst actie werd opgezet in 1990 en had de strijd tegen kanker als thema. Naar aanleiding van de actie werd een gelegenheidsgroep "Artiesten Tegen Kanker" opgericht, met onder meer Jimmy Frey, zelf kankerpatiënt. De groep scoorde een hit met "Samen Leven". Op de slotshow in het Casino-Kursaal van Oostende verscheen zanger Jimmy Frey op het podium, zwaar getekend door de ziekte. De actie bracht dat jaar ruim 180 miljoen BEF op.
In 1991 draaide de actie rond hart- en vaatziekten. Opnieuw werd een muziekgroep samengesteld, Artiesten Met Een Hart, dat een hit scoorde met "Van nu af aan". In 1992 zette Mimi Smith zich in voor de campagne, die over multiple sclerose ging. Artiesten Met Een Hart bracht het nummer "Hand in hand". Voortaan werd de actie om de twee jaar georganiseerd. Voortaan zou elke actie ook een peter of meter krijgen.
In 1994 was Luc Appermont de peter van de actie, ditmaal rond astma en longziekten. Opnieuw werd een Levenslijnlied uitgebracht, "Een teken van leven". Met als meter Greet Rouffaer was het thema in 1996 diabetes. Artiesten Met Een Hart zongen dit jaar "Ik geef om jou". Voor het eerst kon men tijdens de slotshow ook telefonisch nog giften doen. Dit leverde een nieuw recordbedrag van meer dan 200 miljoen frank op. Met meter Gerty Christoffels was er in 1998 opnieuw een actie rond hart- en vaatziekten. Het Levenslijnlied was "De weg naar je hart".
In 2000 werkte men voor het eerst samen met Koning Boudewijnstichting. Meter was Kathy Pauwels van de campagne over astma en allergie. Het lied van de campagne was "Wondere reis". In 2002 werd het Levenslijn-Kinderfonds opgericht bij de Koning Boudewijnstichting. De campagne draaide dat jaar dan ook om verkeersveiligheid van kinderen. Peter was Marc Dupain. Voor de actie en het kinderfonds verscheen een album Levenslijn 2002 waarop verschillende Vlaamse artiesten een nummer brachten. Speciaal voor de actie werd ook een stripalbum van Suske en Wiske gemaakt, De ludieke les. Men bracht meer dan 6 miljoen euro bijeen.
In 2004 ging de actie opnieuw over verkeersveiligheid. Door Walter Van Beirendonck werden fluojasjes ontworpen. De actie bleef zich richten op verkeer en in 2006 besteedde men aandacht aan meer en veilig fietsen. Tom Boonen was het gezicht van een sensibiliseringscampagne. Artiesten Met Een Hart bracht het nummer "Iedereen Wereldkampioen". In 2008 werden de poppen Zeppe & Zikki het gezicht van de campagne. Ze kregen een eigen programma op VTM.
In 2012 werd Evi Hanssen meter van de campagne. Levenslijn maakte samen met vtmKzoom, en met de steun van Vlaams minister van Mobiliteit en Openbare Werken Hilde Crevits, een nieuwe animatiereeks voor kleuters, Aya. In de reeks wordt het verkeer uitgelegd. De figuurtjes van Aya versterkten Zeppe & Zikki in de campagne.
Eind 2013 werd bekend dat Levenslijn zou stoppen. De campagne rond verkeersveiligheid werd wel verder gezet door Zeppe & Zikki & Aya.

## Overzicht
| Datum | Goede Doel           | Peter of meter     | Opbrengst       | Levenslijn-lied                                       | Gezicht             |
| ----- | -------------------- | ------------------ | --------------- | ----------------------------------------------------- | ------------------- |
| 1990  | kanker               |                    | 182.061.974 BEF | "Samen leven" door Artiesten Met Een Hart             | Jimmy Frey          |
| 1991  | hart- en vaatziekten |                    | 174.620.584 BEF | "Van nu af aan" door Artiesten Met Een Hart           |                     |
| 1992  | multiple sclerose    | Mimi Smith         | 190.683.198 BEF | "Hand in hand" door Artiesten Met Een Hart            |                     |
| 1994  | astma en longziekten | Luc Appermont      | 188.194.000 BEF | "Een teken van leven" door Artiesten Met Een Hart     |                     |
| 1996  | diabetes             | Greet Rouffaer     | 205.572.806 BEF | "Ik geef om jou" door Artiesten Met Een Hart          |                     |
| 1998  | hart-en vaatziekten  | Gerty Christoffels | 196.462.978 BEF | "De weg naar jouw hart" door Artiesten Met Een Hart   |                     |
| 2000  | astma en allergie    | Kathy Pauwels      | 204.326.118 BEF | "Wondere reis" door Artiesten Met Een Hart            |                     |
| 2002  | verkeersveiligheid   | Marc Dupain        | 6.193.368 €     | verzamelalbum Levenslijn 2002                         |                     |
| 2004  | verkeersveiligheid   | Marc Dupain        | 3.206.609,24 €  | "Iedereen zichtbaar" door Jeenz                       |                     |
| 2006  | verkeersveiligheid   | Marc Dupain        | 3 295 219,71 €  | "Iedereen wereldkampioen" door Artiesten Met Een Hart | Tom Boonen          |
| 2008  | verkeersveiligheid   | Marc Dupain        |                 | "De Zeppe & Zikki Song" door Urbanus en Regi          | Zeppe & Zikki       |
| 2010  | verkeersveiligheid   | Marc Dupain        |                 |                                                       |                     |
| 2012  | verkeersveiligheid   | Evi Hanssen        |                 | "Het Aya-lied" door Evi Hanssen                       | Zeppe & Zikki & Aya |